# Eliot Goldthorp
Eliot Goldthorp (sinh năm 2000/2001) là một cầu thủ bóng đá người Anh thi đấu cho Bradford City, ở vị trí tiền vệ.

## Sự nghiệp
Goldthorp có màn ra mắt cho Bradford City ngày 25 tháng 9 năm 2018 tại EFL Trophy trong trận hòa 1-1 trước U-21 Everton, scoring the winning penalty. Ngày 9 tháng 10 năm 2018, huấn luyện viên David Hopkin nói rằng Goldthorp được đá chính lần đầu, cũng như ở EFL Trophy. Anh được Hopkin khen ngợi về màn trình diễn trong trận đấu, đó là thất bại 4–1 trên sân nhà.